# Энц (приток Неккара)
Энц (нем. Enz) — река в Германии, протекает по земле Баден-Вюртемберг, на северо-восточном склоне Шварцвальда.
Крупнейший левый приток Неккара.
Река Энц образуется в коммуне Бад-Вильдбад слиянием рек Гроссе-Энц и Кляйне-Энц. Течёт на север, в районе Пфорцхайма поворачивает на восток. Впадает в Неккар в городе Безигхайм.
Длина реки составляет около 105 километров. Площадь бассейна реки составляет 2228,4 км². В районе Пфорцхайма средний расход воды в Энце составляет 6,3 м³/с. Высота истока составляет 822 метров, высота устья — 170 метров.

## Притоки
- Айах
- Кляйне-Энц
- Нагольд
- Штрудельбах
- Глемс
- Лёйдельсбах
- Шмибах
- Меттер